# Vignegletscher
Der Vignegletscher befindet sich im südlichen Karakorum im pakistanischen Sonderterritorium Gilgit-Baltistan. Der Gletscher wurde nach dem britischen Forschungsreisenden Godfrey Thomas Vigne (1801–1863) benannt.

## Lage
Der 14 km lange Gletscher liegt in den nordöstlichen Masherbrum-Bergen. Er hat sein Nährgebiet an der Westflanke der 7668 m hohen Chogolisa. Er strömt in einem Bogen anfangs nach Westen, später nach Norden um den Bergkamm des Khumul Gri (6851 m). Im Süden erhebt sich der Prupoo Brakka (6870 m). Im Westen liegt der Gondogoro La, ein 5614 m hoher Übergang zum Gondogorogletscher. Der Vignegletscher erreicht im unteren Teil eine Breite von 1,4 km. Er mündet schließlich östlich des Mitre Peak in den Oberen Baltorogletscher, der sich kurz darauf am Concordiaplatz mit dem Godwin-Austen-Gletscher zum Baltorogletscher vereinigt.